# Parbig
Parbig (rusky Парбиг) je řeka v Tomské oblasti v Rusku. Je 320 km dlouhá. Povodí má rozlohu 9 180 km².

## Průběh toku
Pramení na Vasjuganské rovině a protéká skrze ní na severovýchod. Po soutoku s řekou Bakčar přitékající zprava vytváří řeku Čaju v povodí Obu.

## Vodní režim
Zdrojem vody jsou především sněhové srážky. Průměrný průtok vody ve vzdálenosti 23 km od ústí činí přibližně 28,1 m³/s. Zamrzá ve druhé polovině října až v první polovině listopadu a rozmrzá na konci dubna až na začátku května. Nejvyšších vodních stavů dosahuje od dubna do června.

## Využití
Vodní doprava je možná na dolním toku.